# Марена татарська
Марена татарська (Rubia tatarica) — вид рослин з родини маренових (Rubiaceae), поширений у Євразії від України до західного Сибіру. Вид поміщений до Червоного списку рослин Дніпропетровської області.

## Опис
Багаторічна рослина 10–50 см. Середні стеблові листки по 4 в кільці, поступово і тонко загострені, до 12 мм завширшки. Плоди 2.5–4 мм довжиною, майже сухі.

## Поширення
Поширений у Євразії від України до західного Сибіру (Україна, Росія, Казахстан).
В Україні вид зростає на берегах річок, на пісках, річкових і приморських — у Степу, розсіяно (по берегах Дніпра від м. Дніпра на південь і по його південних притоках і по Сіверському Дінцю на північному сході і по його притоках) та на приморських косах у Приазов'ї.